# Domenico Magri
Domenico Magri, o Macri (La Valletta, 28 marzo 1604 – Viterbo, 4 marzo 1672), è stato un presbitero, orientalista ed erudito maltese.

## Biografia
Compiuti i primi studi presso il collegio gesuita di La Valletta, studiò diritto civile e canonico all’Università di Palermo e teologia e filosofia al Pontificio Collegio Urbano di Roma. Non ancora sacerdote, fu mandato dal cardinale Alessandro Orsini in Oriente, per risolvere la controversia tra il Patriarcato di Antiochia e la corte Romana. Terminata con successo la missione (di cui ha lasciato un dettagliato resoconto nel Breve racconto del viaggio al Monte Libano, pubblicato a Roma nel 1655) fu ordinato sacerdote. Fu per qualche tempo parroco prima a Messina e poi a La Valletta e a Vittoriosa. Trasferitosi a Roma dopo il 1650, fu eletto Segretario della Congregazione di Propaganda Fide e fu scelto da Papa Innocenzo X come precettore del principino Pamphili Giustiniani, suo nipote. Nel 1654 fu nominato canonico della Cattedrale di Viterbo dal del cardinale Francesco Maria Brancaccio. Morì a Viterbo nel marzo del 1672.

## Opere
Magri è autore di numerose opere erudite, tra le quali sono particolarmente degne di nota la Notitia de' vocaboli ecclesiastici (Messina, 1644), tradotta in latino dal fratello Carlo, che la ristampò col titolo Hierolexicon sive sacrum dictionarium (Roma, 1677; Bologna, 1765-67), e le Ἀντιλογίαι seu contradictiones apparentes et conciliationes S. Scripturae (Venezia, 1645; Parigi, 1685). Nel 1632 tradusse in italiano il Libro di re Ruggero di al-Idrisi. La traduzione, rimasta manoscritta, fu parzialmente edita a cura di Francesco Tardia nel 1764. Magri collaborò al volume Latium id est Nova et parallela Latii tum veteris tum novi descriptio pubblicato da Athanasius Kircher nel 1671. Curò l'edizione delle lettere e delle opere filologiche inedite dell'umanista Latino Latini, conservate manoscritte nell’Archivio della cattedrale di Viterbo.